# Hajcseng
Hajcseng (egyszerűsített kínai írással: 海城, pinjin: Hǎichéng) város Kínában, Liaoning tartományban. Lakosainak száma 1 067 905 fő (2020).

## Népesség
| 2010 | 1 293 877 |
| 2020 | 1 067 905 |

## Híres személyek
- Itt született Csang Hszüe-liang kínai politikus és hadúr.